# Вінсент Д'Онофріо
Вінсент Д'Онофріо (англ. Vincent D'Onofrio; 30 червня 1959) — американський актор.

## Біографія
Вінсент Д'Онофріо народився 30 червня 1959 року в Брукліні. Батько Дженнаро Д'Онофріо театральний режисер, сестри — Антуанетта та Елізабет. Після закінчення школи вступив до Університету Колорадо в Боулдері. Акторську майстерність вивчав у Соні Мур в Нью-Йоркському американському театрі Станіславського і в Акторської студії у Шерон Чаттон.

## Кар'єра
Його дебют на сцені відбувся 1984 року в бродвейському спектаклі «Open Admissions», потім були роботи в інших численних вистав. У кіно перша відома роль — психічно неврівноваженого новобранця у фільмі «Суцільнометалева оболонка» (1987), режисера Стенлі Кубрика. Для цієї ролі Д'Онофріо набрав 31 кілограм. Потім були фільми «Містична піца» (1988), «Померти молодим» (1991), «Джон Ф. Кеннеді. Постріли в Далласі» (1991), «Гравець» (1992), «Дивні дні» (1995), «Люди в чорному» (1997). З 2001 по 2011 рік, знімався в телесеріалі «Закон і порядок: Злочинний намір», де зіграв одну з головних ролей.

## Особисте життя
З 1991 по 1993 рік був одружений з Гретою Скаккі, народилася дочка Лейла Джордж (1992). Потім з 1997 по 2003 рік був одружений з Карін ван дер Донк, у них народилося двоє синів Еліас та Лука.

## Фільмографія

### Актор
| Рік       |    | Українська назва                    | Оригінальна назва                    | Роль                                                                               |
| --------- | -- | ----------------------------------- | ------------------------------------ | ---------------------------------------------------------------------------------- |
| 1983      | ф  |                                     | The First Turn-On!                   | Лоботомі                                                                           |
| 1984      | ф  |                                     | It Don't Pay to Be an Honest Citizen | Бенні                                                                              |
| 1986—1987 | с  |                                     | The Equalizer                        | Томас Марлі (Епізод: "Counterfire") Деві Бейлор (Епізод: "Suspicion of Innocence") |
| 1987      | с  | Поліція Маямі                       | Miami Vice                           | Леон Вульф (Епізод: "The Afternoon Plane")                                         |
| 1987      | ф  | Суцільнометалева оболонка           | Full Metal Jacket                    | Рядовий Леонард Лоуренс                                                            |
| 1987      | ф  |                                     | Adventures in Babysitting            | Доусон                                                                             |
| 1988      | ф  | Містична піца                       | Mystic Pizza                         | Білл Монтіхо                                                                       |
| 1989      | ф  |                                     | Signs of Life                        | Дарріл Монахан                                                                     |
| 1989      | ф  | Кров героїв                         | The Blood of Heroes                  | молодий Гар                                                                        |
| 1991      | ф  | Померти молодим                     | Dying Young                          | Гордон                                                                             |
| 1991      | ф  | Джон Ф. Кеннеді. Постріли в Далласі | JFK                                  | Білл Ньюмен                                                                        |
| 1992      | ф  | Гравець                             | The Player                           | Девід Кахейн                                                                       |
| 1994      | ф  | Ед Вуд                              | Ed Wood                              | Орсон Веллс                                                                        |
| 1995      | ф  | Стюарт рятує свою сім'ю             | Stuart Saves His Family              | Донні                                                                              |
| 1995      | ф  | Дивні дні                           | Strange Days                         | Бертон Стеклер                                                                     |
| 1995      | ф  | Готель «Парадиз»                    | Hotel Paradise                       | незнайомець                                                                        |
| 1996      | ф  | Весь широкий світ                   | The Whole Wide World                 | Роберт Говард                                                                      |
| 1996      | ф  | Переможець                          | The Winner                           | Філіп                                                                              |
| 1997      | с  |                                     | Homicide: Life on the Street         | Джон Ланге (Епізод: "Subway")                                                      |
| 1997      | ф  | Люди в чорному                      | Men in Black                         | прибулець Едгар                                                                    |
| 1997      | ф  |                                     | Guy                                  | Guy                                                                                |
| 1998—2000 | мс | Люди в чорному                      | Men in Black: The Series             | прибулець Едвін (3 епізоди)                                                        |
| 1998      | тф | Небезпечні пасажири потяга 123      | The Taking of Pelham One Two Three   | Блю                                                                                |
| 1998      | ф  |                                     | The Velocity of Gary                 | Валентіно                                                                          |
| 1999      | тф |                                     | That Championship Season             | Філ Романо                                                                         |
| 2000      | ф  |                                     | Steal This Movie!                    | Еббі Гофман                                                                        |
| 2000      | ф  | Клітка                              | The Cell                             | Карл Старгером                                                                     |
| 2001      | ф  | Прибулець                           | Impostor                             | Гетавей                                                                            |
| 2001      | ф  | Стіни Челсі                         | Chelsea Walls                        | Френк                                                                              |
| 2001—2011 | с  | Закон і порядок: Злочинні наміри    | Law & Order: Criminal Intent         | детектив Роберт Горен (141 епізод)                                                 |
| 2002      | тф |                                     | Sherlock: Case of Evil               | Професор Моріарті                                                                  |
| 2002      | тф |                                     | The Red Sneakers                     | Меркадо                                                                            |
| 2005      | кф |                                     | Five Minutes, Mr. Welles             | Орсон Веллс                                                                        |
| 2006      | ф  | Розлучення по-американськи          | The Break-Up                         | Денніс Гробовський                                                                 |
| 2011      | ф  | Ірландець                           | Kill the Irishman                    | Джон Нарді                                                                         |
| 2012      | ф  | Сіністер                            | Sinister                             | професор Джонас                                                                    |
| 2012      | ф  | Клин клином                         | Fire with Fire                       | Девід Хейген                                                                       |
| 2013      | ф  | Дуринди                             | Ass Backwards                        | Брюс                                                                               |
| 2013      | ф  | Хроніки ломбарду                    | Pawn Shop Chronicles                 | Елтон                                                                              |
| 2013      | ф  | План втечі                          | Escape Plan                          | Лестер Кларк                                                                       |
| 2014      | ф  |                                     | Mall                                 | Денні                                                                              |
| 2014      | ф  | Суддя                               | The Judge                            | Глен Палмер                                                                        |
| 2015—2018 | с  | Шибайголова                         | Daredevil                            | Вілсон Фіск / Кінґпін (27 епізодів)                                                |
| 2015      | ф  | Всю ніч у бігах                     | Run All Night                        | детектив Джон Хардінг                                                              |
| 2015      | ф  | Світ Юрського періоду               | Jurassic World                       | Госкінс                                                                            |
| 2017      | ф  | Дзвінки                             | Rings                                | Гален Берк                                                                         |
| 2017      | с  | Смарагдове місто                    | Emerald City                         | Френк Морган / Чарівник (10 епізодів)                                              |
| 2017      | мс | Кінь БоДжек                         | BoJack Horseman                      | у ролі самого себе (Епізод: "See Mr. Peanutbutter Run")                            |
| 2017      | ф  | Каліфорнійський дорожній патруль    | CHiPs                                | Вік Браун                                                                          |
| 2017—2018 | с  |                                     | Ghost Wars                           | Ден Карпентер (8 епізодів)                                                         |
| 2018      | ф  | Жага смерті                         | Death Wish                           | Френк Керсі                                                                        |
| 2019      | ф  | Біллі Кід                           | The Kid                              | шериф Ромеро                                                                       |
| 2019—2021 | с  | Хрещений батько Гарлема             | Godfather of Harlem                  | Вінсент Джиганте (20 епізодів)                                                     |
| 2020      | с  | Допит                               | Interrogation                        | сержант Іан Лінч (2 епізоди)                                                       |
| 2020      | с  | Сестра Ретчед                       | Ratched                              | губернатор Джордж Мілберн (8 епізодів)                                             |
| 2021      | с  |                                     | The Moth Effect                      | Варатанга (Епізод: "Have You Heard of the White Ant?")                             |
| 2021      | ф  | Очі Таммі Фей                       | The Eyes of Tammy Faye               | Джеррі Фолвелл                                                                     |
| 2021      | ф  | Непрощенна                          | The Unforgivable                     | Джон Інгрем                                                                        |
| 2021      | с  | Соколине око                        | Hawkeye                              | Вілсон Фіск / Кінґпін (3 епізоди)                                                  |
| 2023      | ф  | Дурні гроші                         | Dumb Money                           | Стів Коен                                                                          |
| 2024      | с  | Ехо                                 | Echo                                 | Вілсон Фіск / Кінґпін (4 епізоди)                                                  |
| 2024      | ф  | Зліт                                | Lift                                 | Дентон                                                                             |
| 2025      | с  | Шибайголова: Народжений наново      | Daredevil: Born Again                | Вілсон Фіск / Кінґпін                                                              |
| 2025      | ф  | Спійманий на крадіжці               | Caught Stealing                      | Періс                                                                              |

### Режисер, сценарист, продюсер
| Рік  |    | Українська назва  | Оригінальна назва                   | Роль                         |
| ---- | -- | ----------------- | ----------------------------------- | ---------------------------- |
| 1996 | ф  | Весь широкий світ | The Whole Wide World                | продюсер                     |
| 1997 | ф  |                   | Guy                                 | продюсер                     |
| 1998 | ф  |                   | The Velocity of Gary                | виконавчий продюсер          |
| 2000 | ф  |                   | Steal This Movie!                   | виконавчий продюсер          |
| 2005 | кф |                   | Five Minutes, Mr. Welles            | режисер, сценарист, продюсер |
| 2009 | ф  |                   | Ipso facto                          | виконавчий продюсер          |
| 2010 | ф  |                   | Zaritsas: Russian Women in New York | виконавчий продюсер          |
| 2010 | ф  |                   | Don't Go in the Woods               | режисер, сценарист           |
| 2014 | ф  |                   | Mall                                | продюсер                     |
| 2019 | ф  | Біллі Кід         | The Kid                             | режисер                      |